# Karl Dilthey

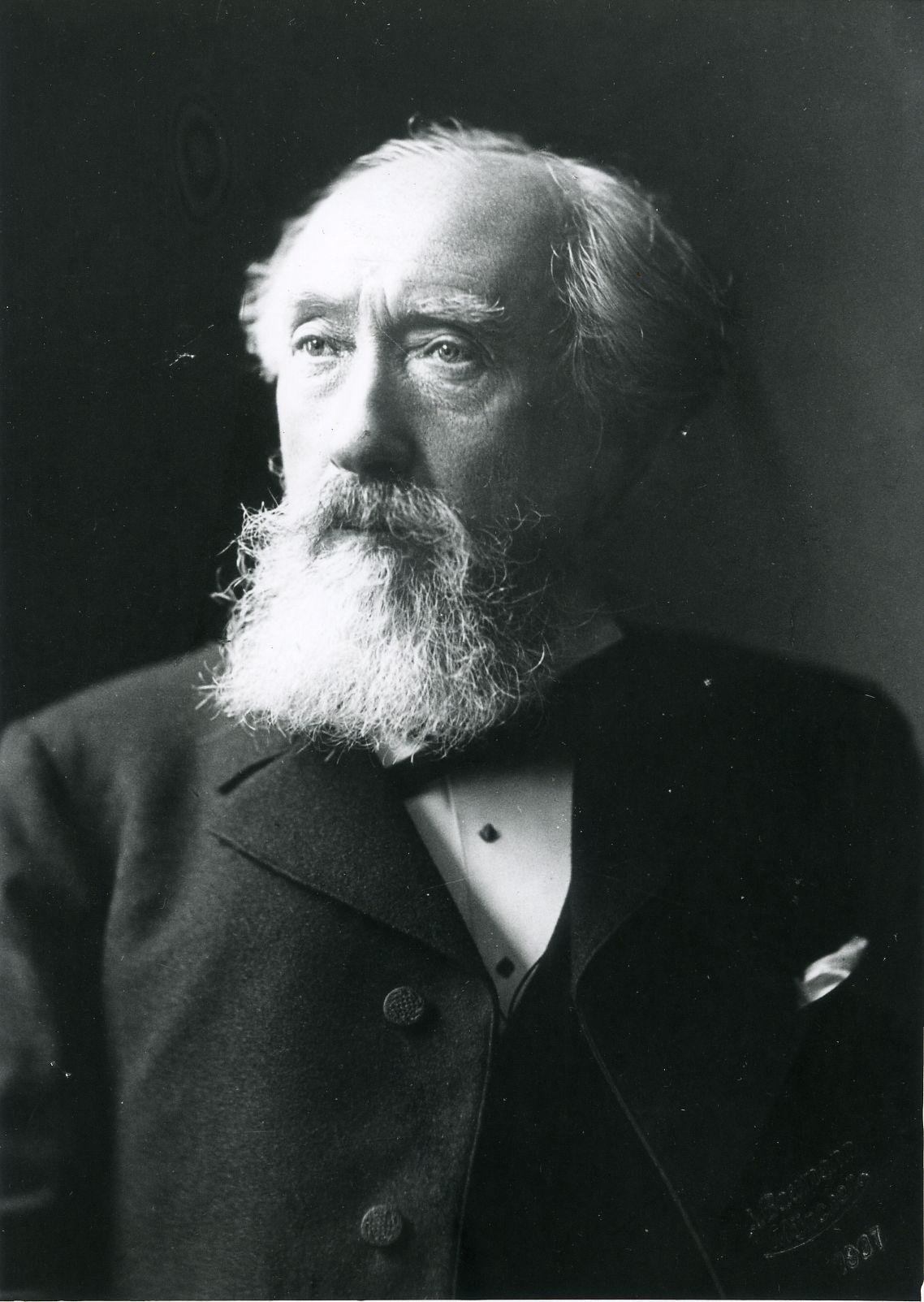
Karl Dilthey.

Karl Dilthey, född den 18 mars 1839 i Biebrich, död den 4 mars 1907 i Göttingen, var en tysk klassisk filolog och arkeolog. Han var bror till filosofen Wilhelm Dilthey.
Efter studier vid universiteten i Breslau och Bonn företog Dilthey forskningsresor till Grekland. Till läsåret 1866/1867 var han privatdocent i Bonn. Från 1867 till 1869 arbetade han i Rom och mottog därefter en kallelse till professor vid universitetet i Zürich. År 1878 bytte han till lärostolen för klassisk filologi i Göttingen. År 1889 blev han som efterträdare till Friedrich Wieseler professor i klassisk arkeologi. Efter Wieselers död blev han 1892 direktor för de arkeologiska och numismatiska samlingarna vid universitetet och upptogs som ordinarie ledamot i vetenskapsakademien. Efter hans död kallades Gustav Körte till hans efterträdare.